# De tolv gudarnas altare
De tolv gudarnas altare var ett offentligt altare och helgedom på Atens agora i det antika Grekland. Det uppfördes av arkonten Pisistratus den yngre under hans ämbetstid år 522–521 f.Kr. och monterades ned år 267 e.Kr. 
Altaret var tillägnat de tolv olympiska gudarna, men det råder delade meningar om deras exakta sammansättning eftersom Hestia ibland räknas till dem, vilket innebär att någon av de andra borde uteslutas. Altaret var platsen för flera berömda historiska händelser och fungerade även som en plats för supplikanter och erbjöd asyl. 